# Бертхолд I (Тирол)
Бертхолд I фон Тирол (на немски: Berthold I von Tirol; † 7 март 1180) е граф на Тирол в Австрия (1165 – 1180).

## Произход и управление
Той е син на граф Алберт II (III) фон Тирол (1101 – 1110/1125) и съпругата му Вилибирг (Аделхайд) фон Дахау, внучка на граф Арнолд I фон Шайерн († 1123) от род Вителсбахи, дъщеря на граф Конрад I фон Дахау († 1130).
Той управлява Тирол от 1165 г. след брат си Алберт III († 1165).

## Фамилия
Бертхолд I се жени за дъщеря на граф Ото I фон Ортенбург (Хиршберг) († 1147) и Агнес фон Ауершперг. Те имат двама сина:
- Бертхолд II (* ок. 1165; † 28 декември 1181), граф на Тирол (1180 – 1181)
- Хайнрих I († 14 юни 1190), граф на Тирол (1180 – 1190), женен за Агнес фон Ванген